# Bentheim-Tecklenburg

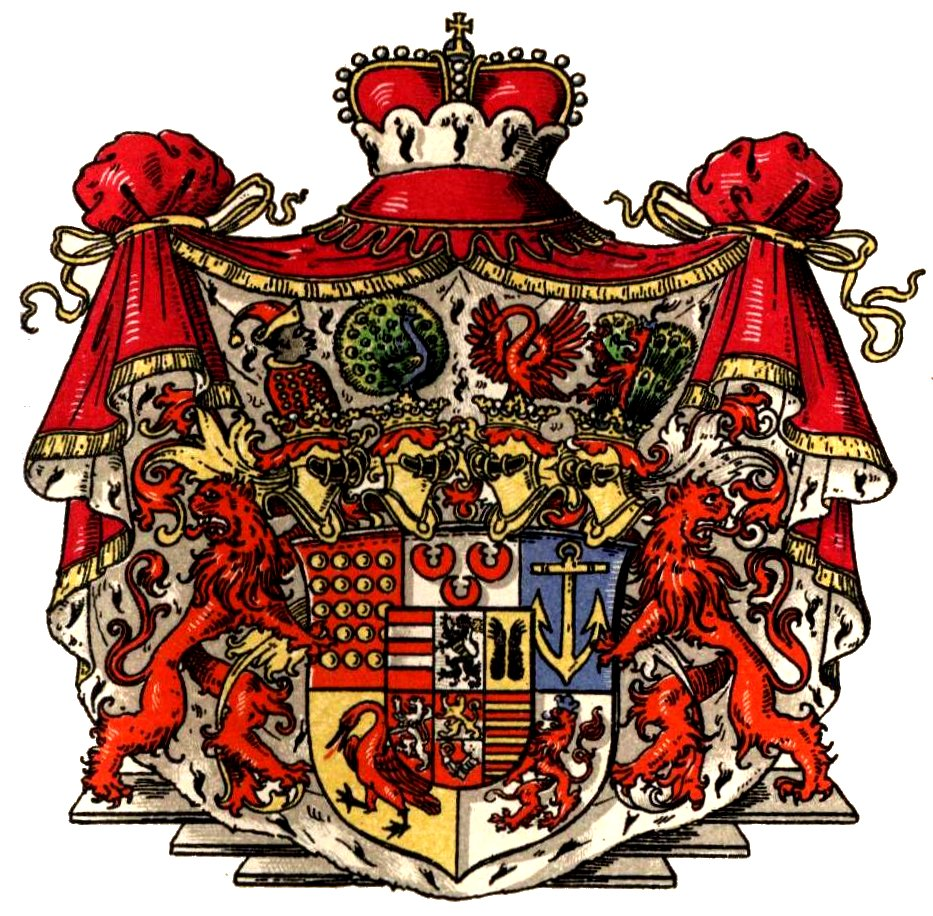
Das Wappen der früheren Reichsgrafen und heutigen Fürsten zu Bentheim-Tecklenburg seit Arnold IV. (→ Wappenbeschreibung)

Das Haus Bentheim-Tecklenburg ist ein ehemals reichsständisches Adelsgeschlecht des westfälischen Uradels und deutschen Hochadels. Es ist seit dem 12. Jahrhundert nachweisbar. 
Die eigenständige Linie der Grafen von Bentheim-Tecklenburg entwickelte sich 1609 nach einer Erbteilung im reichsgräflichen Haus Bentheim. Von den damals entstandenen fünf Nebenlinien existieren heute noch die 1817 in den erblichen preußischen Fürstenstand erhobenen Familien Bentheim-Tecklenburg zu Rheda und Bentheim-Steinfurt zu Burgsteinfurt.

## Geschichte

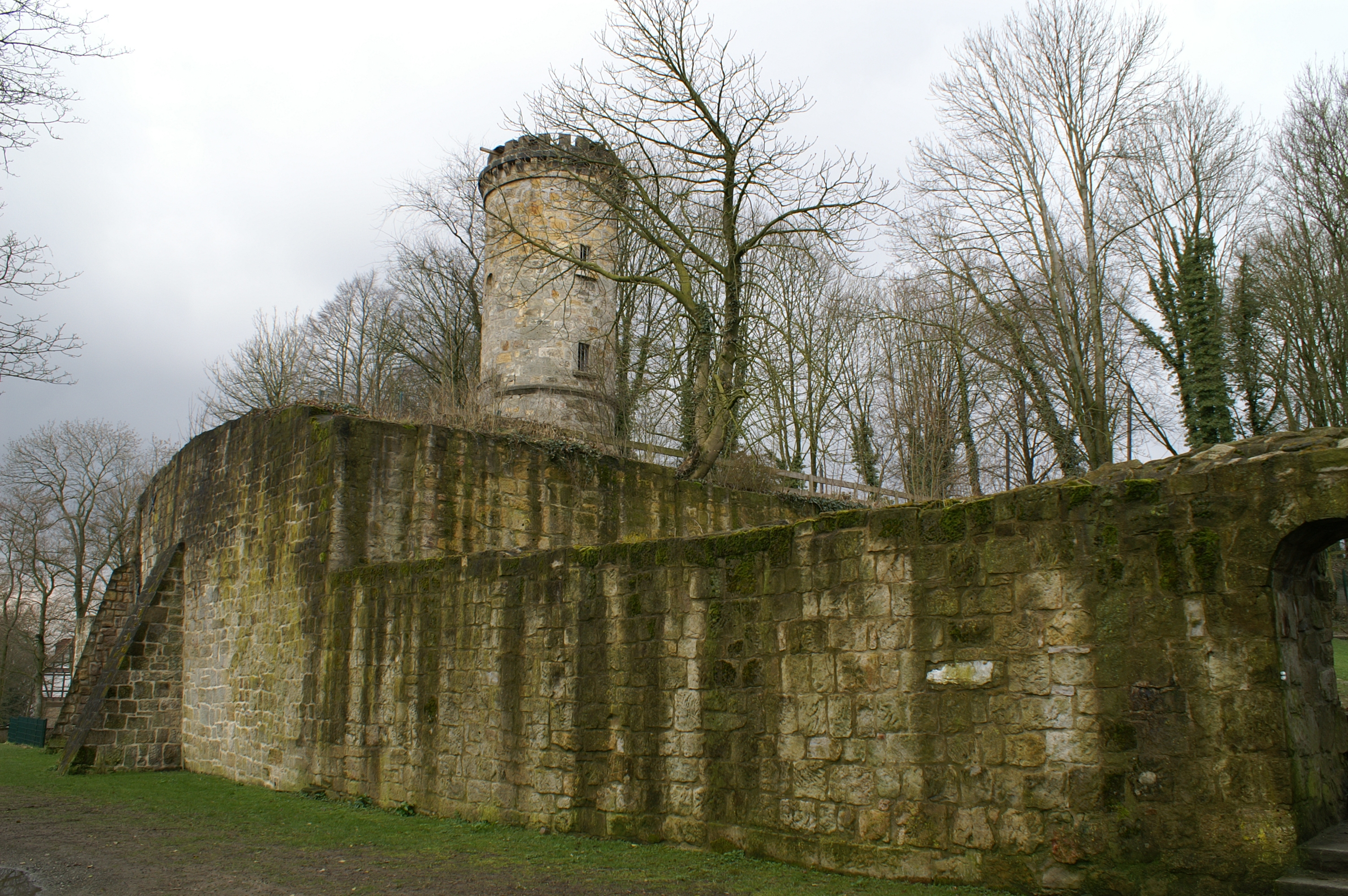
Burg Tecklenburg

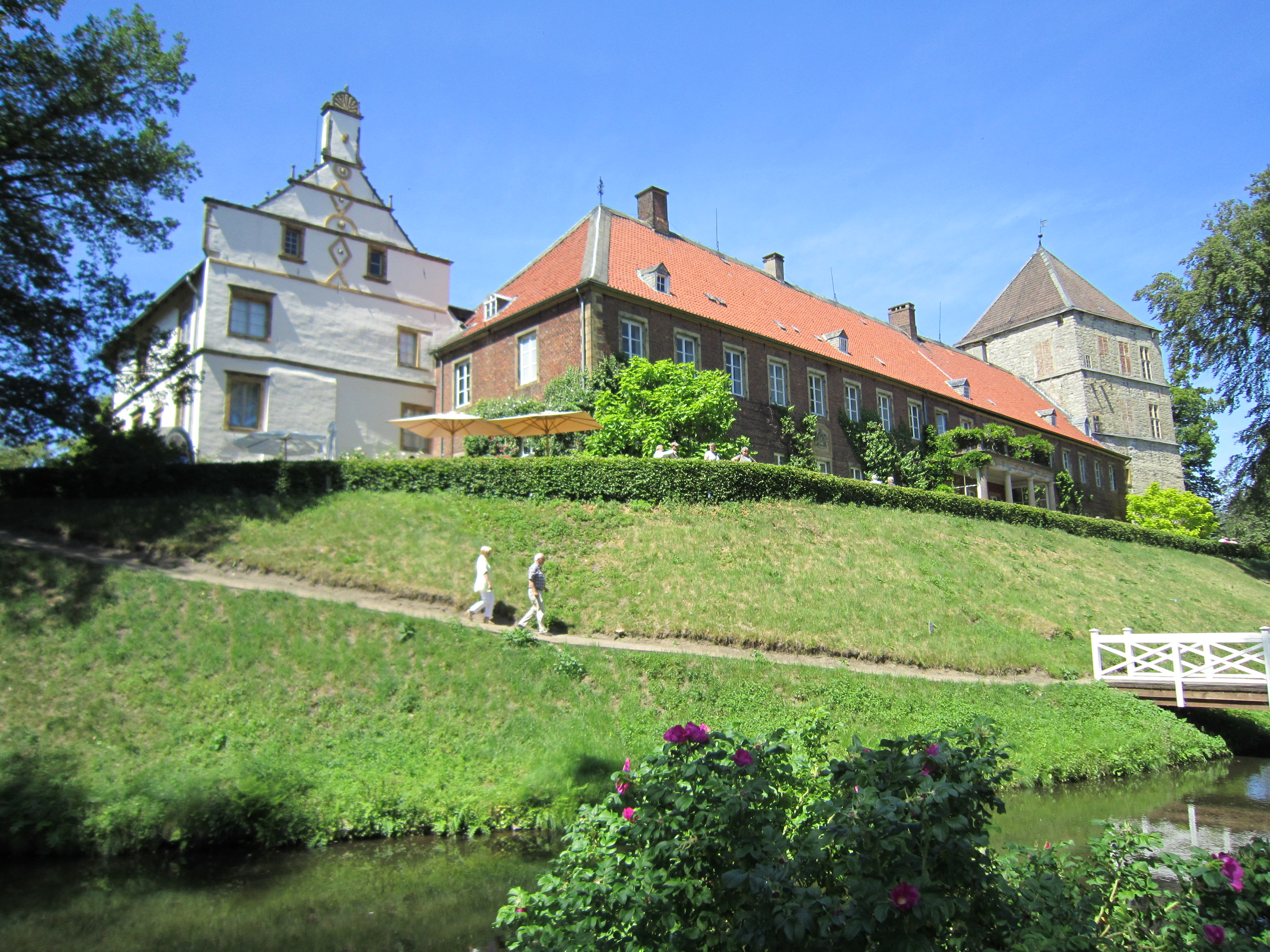
Schloss Rheda

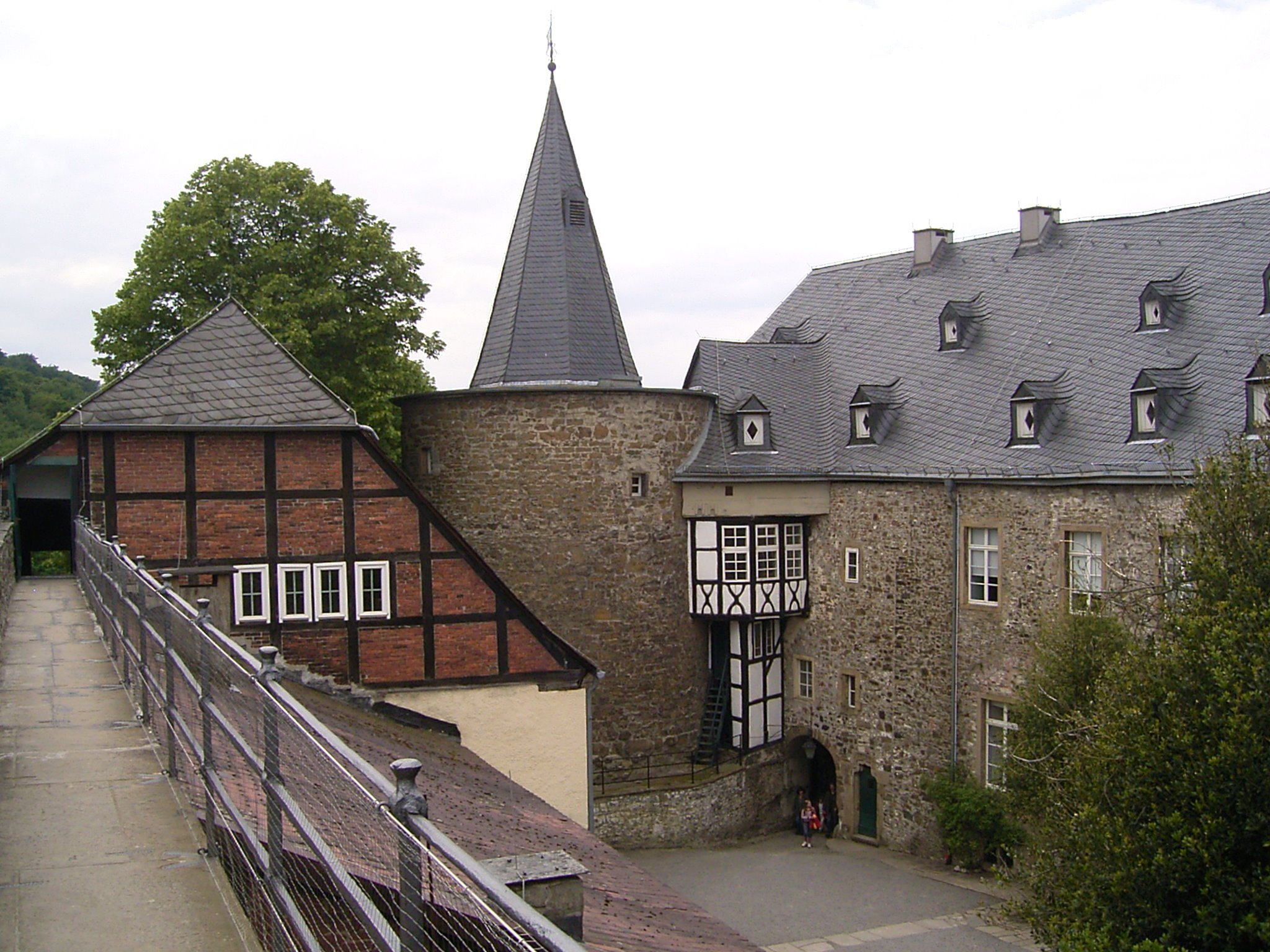
Schloss Hohenlimburg bei Hagen, einst Residenz der Grafschaft Limburg

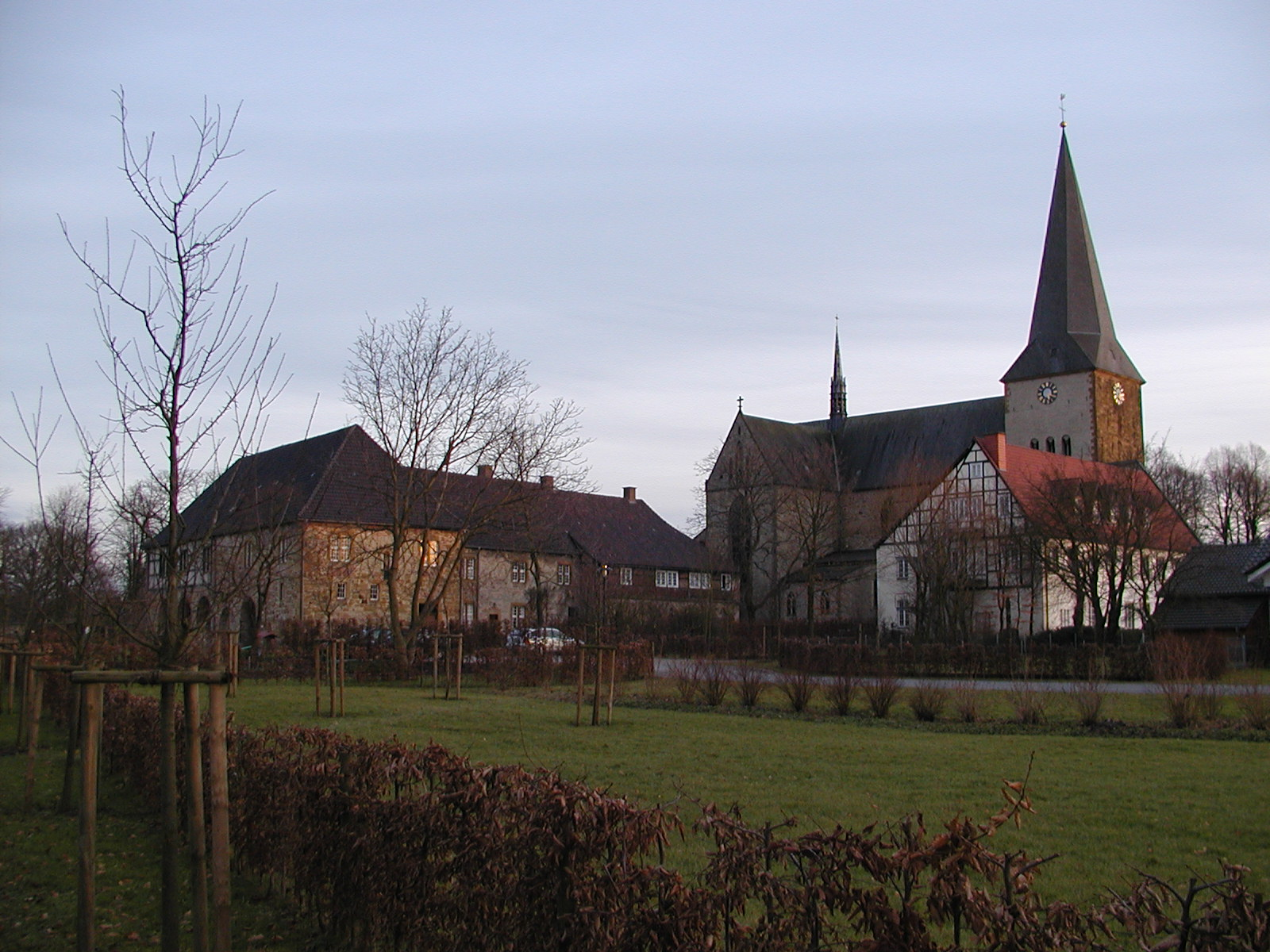
Kloster Herzebrock

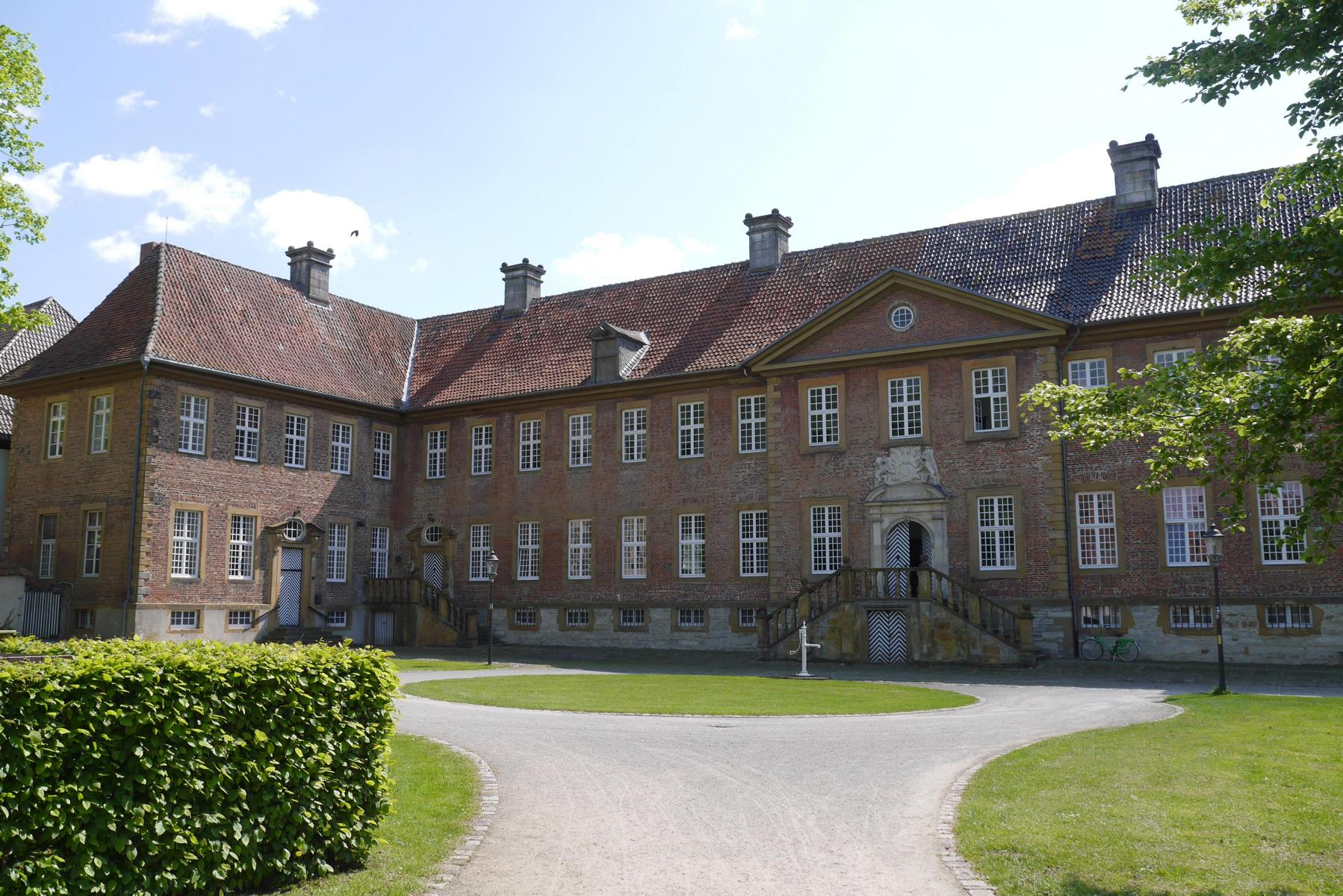
Stift Clarholz (Propsteigebäude)

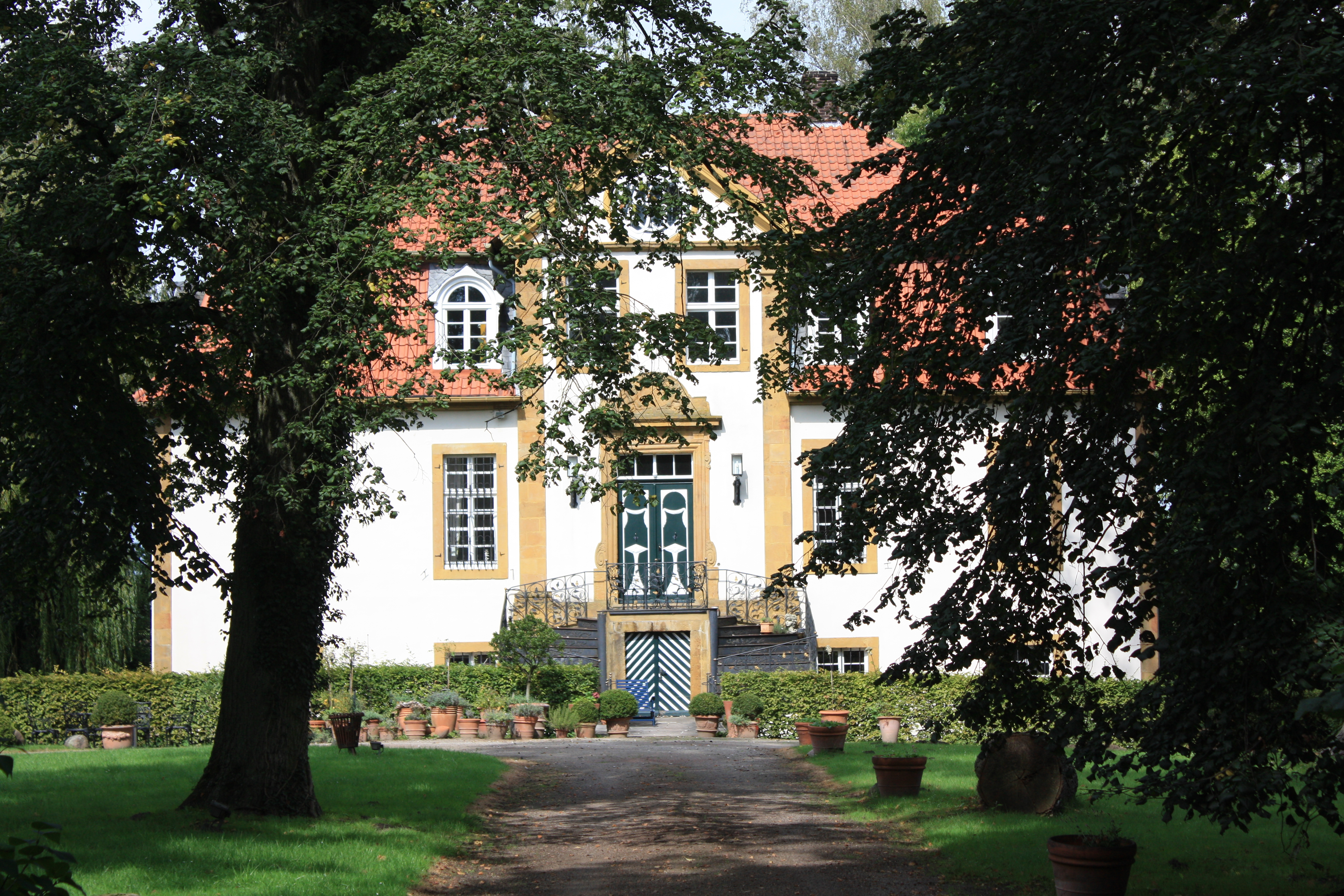
Haus Bosfeld bei Rheda-Wiedenbrück

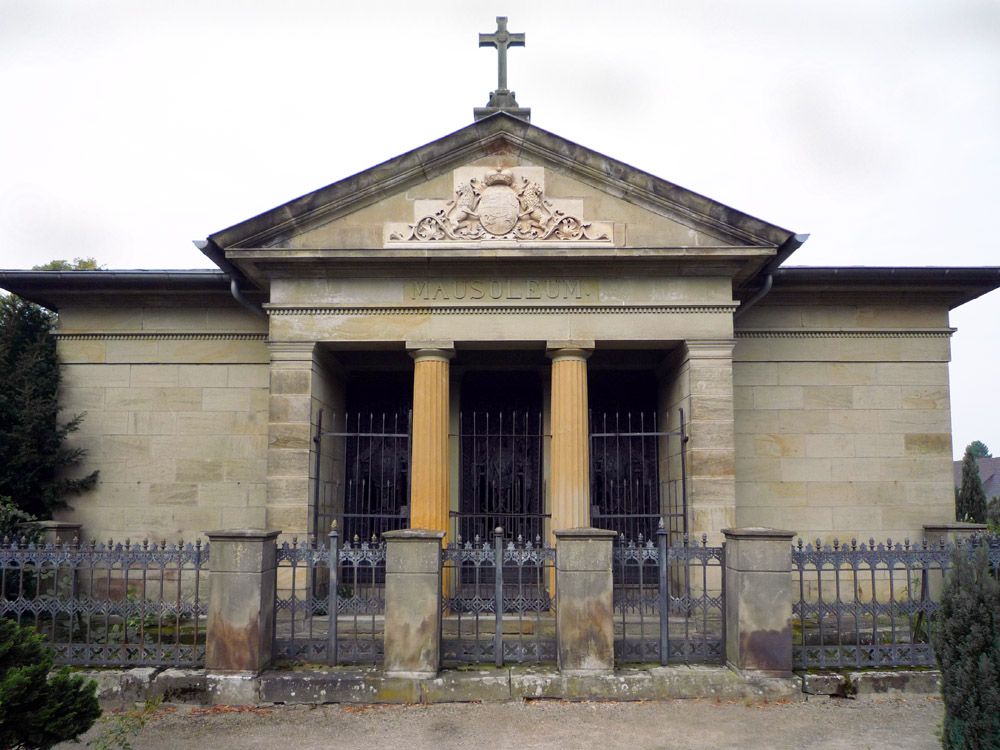
Fürstliches Mausoleum auf dem evangelischen Friedhof Rheda

### Entstehung in der Frühen Neuzeit
Am Ende des 16. Jahrhunderts besaß das Grafenhaus Bentheim unter dem damaligen Familienoberhaupt Graf Arnold  die bedeutenden Reichsgrafschaften Bentheim, Tecklenburg und Steinfurt sowie die politisch wichtige Grafschaft Limburg. Darüber hinaus befanden sich die Herrschaften Rheda, Gronau, Alpen und Linnep sowie umfangreiche Güter, Titel und zahlreiche Rechtsansprüche im Besitz der Familie, darunter auch das prestigeträchtige Amt der Erbvögte von Köln. Das Grafenhaus zählte damals zu den bedeutendsten Familien des Hochadels im Alten Reich und hatte eine große Bedeutung für die Reformation im westdeutschen Raum.
Nach dem Tod von Graf Arnold 1606 wurde der Besitz 1609 nach seinem Testament von 1590 unter seinen Söhnen aufgeteilt. Der erstgeborene Adolf von Bentheim, der 1623 verstarb, erhielt die Reichsgrafschaft Tecklenburg sowie die Herrschaft Rheda, während seine nachgeborenen Brüder Arnold Jobst und Wilhelm Heinrich die Regentschaft in den Reichsgrafschaften Bentheim und Steinfurt antraten. Die jüngeren Söhne von Graf Arnold wurden aus der 1592 an Bentheim gefallenen Erbmasse der Mutter Magdalena von Neuenahr-Alpen abgefunden. Graf Konrad Gumprecht erhielt die Grafschaft Limburg und Friedrich Ludolf die Herrschaft Alpen. Durch die von Graf Arnold verfügte Erbteilung wurde der große Territorial- und Güterbesitz des Grafenhauses zersplittert. Dies wirkte sich später ungünstig auf die weitere Entwicklung und politische Bedeutung der Familie aus.
Als Graf Konrad Gumprecht 1618 unerwartet an einer Krankheit starb, ging die Erbfolge in der Grafschaft Limburg an seinen 1617 geborenen Sohn Wilhelm über, der jedoch bereits 1626 verstarb. Die Erbfolge ging auf den Bruder Friedrich Ludolf über. Nach dessen Tode im Jahre 1629 erhielt der 1615 als Sohn von Graf Adolf von Bentheim-Tecklenburg geborene Graf Moritz das Territorium.
Da die Witwe Konrad Gumprechts, Gräfin Johannetta Elisabeth von Nassau-Dillenburg, vom Grafenhaus Bentheim nicht mit dem ihr zugesicherten Witwensitz Linnep, der an die Familie von Isselstein verpachtet war, sowie den im Ehevertrag vereinbarten Finanzmitteln versehen werden konnte, wurde ihr die vormundschaftliche Regentschaft in der Grafschaft Limburg für Graf Moritz von Bentheim-Tecklenburg überlassen. 1638 schlossen Graf Moritz und Gräfin Johannetta einen Vertrag, der ihr die Nutzungsrechte und Regentschaft über die Grafschaft Limburg bis zu ihrem Tod garantierte. Nur so konnten die umfangreichen Ansprüche und Rechte der Gräfinwitwe aus ihrer nur zweijährigen Ehe mit Graf Konrad Gumprecht befriedigt werden.
1633 musste die Witwe Johannetta Elisabeth eine dreijährige Besetzung der Grafschaft und Schlossanlage Limburg durch kaiserliche Truppen unter dem Generalwachtmeister Lothar Dietrich von Bönninghausen ertragen. Nur durch das Eingreifen des Grafen Johann Ludwig von Nassau-Hadamar, Bruder der Gräfin Johannetta Elisabeth und Gesandter am kaiserlichen Hof sowie bei den Friedensverhandlungen in Münster, konnte die Grafschaft für das Haus Bentheim-Tecklenburg vor den Ansprüchen des brandenburgischen Kurfürstenhauses gerettet werden.

### 18. Jahrhundert
Die Entwicklung des Grafenhauses Bentheim-Tecklenburg wurde seit dem 17. Jahrhundert von finanziellen Problemen beeinträchtigt. Hauptursache waren die Auswirkungen des Dreißigjährigen Krieges. Hohe Kontributionszahlungen lasteten auf den Einwohnern der Territorien des Grafenhauses. Die Wirtschaft lag am Boden, das Steueraufkommen und die Einnahmen wurden immer geringer.
Hinzu kamen territoriale Streitigkeiten. Um die Grafschaften Limburg und Tecklenburg kam es seit Mitte des 17. Jahrhunderts zu häufigen Auseinandersetzungen mit den Kurfürsten von Brandenburg-Preußen.
Seit 1577 befand sich die Grafschaft Tecklenburg im Zentrum eines Erbfolgestreites mit dem Haus Solms-Braunfels. Dieser eskalierte, als preußische und solms-braunfelsische Truppen gegen Ende des 17. Jahrhunderts die Grafschaft besetzten. Die Grafen von Solms verkauften anschließend das Territorium an Preußen.
1729 erreichte Graf Moritz Casimir I. im Berliner Vergleich die volle Landeshoheit für die dem Haus Bentheim-Tecklenburg verbliebene Grafschaft Limburg gegenüber Brandenburg-Preußen. Dafür verzichtete er gegen eine einmalige Zahlung von 175.000 Reichstalern endgültig auf seine Ansprüche auf die Grafschaft Tecklenburg.
1756 wurde die Hauptresidenz von Schloss Hohenlimburg aus Gründen der Kostenersparnis nach Rheda verlegt. Während des Siebenjährigen Krieges wurde das Schloss Rheda zu einer Residenz im Stil des Rokoko umgebaut. Im Jahr 1780 kam ein Hoftheater hinzu, das die bereits auf Schloss Hohenlimburg vorhandene Hofkapelle mit Musicus ergänzte.

### 19. Jahrhundert
Nach ihrer Säkularisation 1803 kamen die Klöster Herzebrock und Clarholz, die in der Grafschaft lagen, in den Privatbesitz des gräflichen Hauses. Die Landesherrschaft der Grafen von Bentheim-Tecklenburg wurde nach dem Untergang des Alten Reichs durch die napoleonischen Gebietsteilungen beschnitten. 1808 wurden die Herrschaft Rheda und die Grafschaft Limburg dem neugeschaffenen Ruhrdepartement im Großherzogtum Berg zugeschlagen. 1854 erhielten die Fürsten von Bentheim-Tecklenburg-Rheda einen erblichen Sitz im Preußischen Herrenhaus.

### Gegenwart
Nach dem Tod des durch kirchliches Engagement hervorgetretenen Moritz-Casimir Fürst zu Bentheim-Tecklenburg 2014 übernahm sein Sohn Maximilian Fürst zu Bentheim-Tecklenburg das Erbe. Dazu gehören nicht nur der Wohnsitz der Familie, Schloss Rheda, sondern auch das Schloss Hohenlimburg, Haus Bosfeld und Rötteken-Palais sowie die ehemaligen Klöster Clarholz und Herzebrock mit Landwirtschafts- und Forstbetrieben. Fürst Bentheim-Tecklenburg engagiert sich vielfältig und ist seit 2019 Präsident der Deutschen Burgenvereinigung.

## Bekenntnis und Glauben
Das Haus Bentheim war bis 1527 katholischen Glaubens, wechselte dann zuerst zum lutherischen, 1588 zum evangelisch-reformierten Glauben.

## Wappen

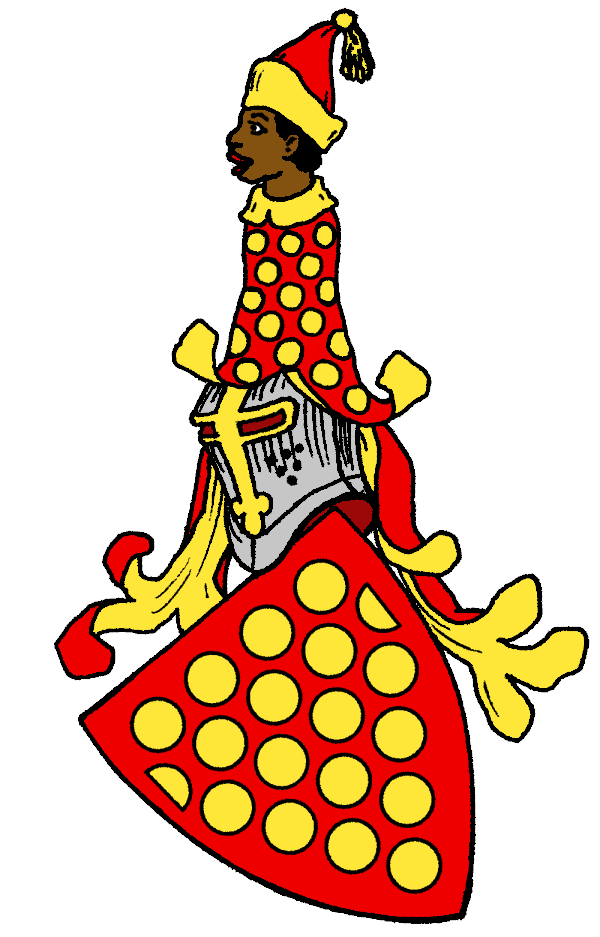
Stammwappen der Grafen zu Bentheim

- Das Stammwappen (rechts) zeigt in Rot 17 ganze und zwei halbe (4:[½ 3 ½]:4:3:2:1) goldene Münzen. Auf dem Helm mit rot-goldenen Decken ein wie der Schild bezeichneter rot gekleideter Mohrenrumpf mit goldenem Kragen und gold gestulpter roter Spitzmütze mit goldener Quaste.[4]

- Wappen der Grafschaft Bentheim nach 1589: Hauptschild mit Herzschild. Hauptschild geteilt; oben zweimal, unten einmal gespalten, so dass sich 5 Felder ergeben. Feld 1: Stammwappen Grafschaft Bentheim, 2: Grafschaft Tecklenburg, 3: Grafschaft Lingen, 4: Grafschaft Steinfurt, 5: Grafschaft Limburg. Herzschild geteilt und zweimal gespalten, so dass sich sechs Felder ergeben. Feld 1: Haus Wevelinghoven, 2: Herrschaft Rheda, 3: Grafschaft Hoya, 4. Herrschaft Alpen, 5. Herrschaft Linnep, 6. Erbvogtei Köln.

Oben auf dem Helmen stehen:
1. wegen Bentheim ein Mohr mit einem orientalischen Hut
2. wegen Tecklenburg ein Pfau mit gespreiztem Schwanzgefieder
3. wegen Steinfurt ein gefleckter Schwan
4. wegen Limburg ein Löwe zwischen zwei Pfauenschwänzen[5]

## Die Grafen von Bentheim-Tecklenburg (1562–1817)
- 1562–1606: Arnold II. (IV.) von Bentheim-Tecklenburg
- 1606–1623: Adolf von Bentheim-Tecklenburg
- 1623–1674: Moritz von Bentheim-Tecklenburg
- 1674–1704: Johann Adolf von Bentheim-Tecklenburg
- 1704–1710: Friedrich Moritz von Bentheim-Tecklenburg
- 1710–1768: Moritz Casimir I. von Bentheim-Tecklenburg
- 1768–1805: Moritz Casimir II. von Bentheim-Tecklenburg
- 1805–1817: Emil Friedrich I. zu Bentheim-Tecklenburg (gefürstet 20. Juli 1817)

## Die Grafen zu Bentheim Tecklenburg-Rheda
- Friedrich Wilhelm Christian August (1767–1835)
- Moritz Kasimir Karl Christian Friedrich Alexander (1798–1877)
- Richard Friedrich Julius Ludwig Moritz (1840–1921)
- Karl Albert Moritz (1881–1967)
- Peter Moritz Kasimir Hellmuth → Peter zu Bentheim-Tecklenburg-Rheda (1916–1987), Präsident der Johanniter-Unfall-Hilfe von 1968 bis 1976.
- Christian Moritz Casimir (1958-)

## Die Fürsten zu Bentheim-Tecklenburg
- 1817–1837: Emil Friedrich I. zu Bentheim-Tecklenburg (gefürstet 20. Juli 1817 – verstorben 17. April 1837)
- 1837–1872: Moritz Kasimir IV. zu Bentheim-Tecklenburg
- 1872–1885: Franz zu Bentheim-Tecklenburg
- 1885–1909: Gustav zu Bentheim-Tecklenburg
- 1909–1967: Adolf zu Bentheim-Tecklenburg

## Familienoberhäupter ab 1919

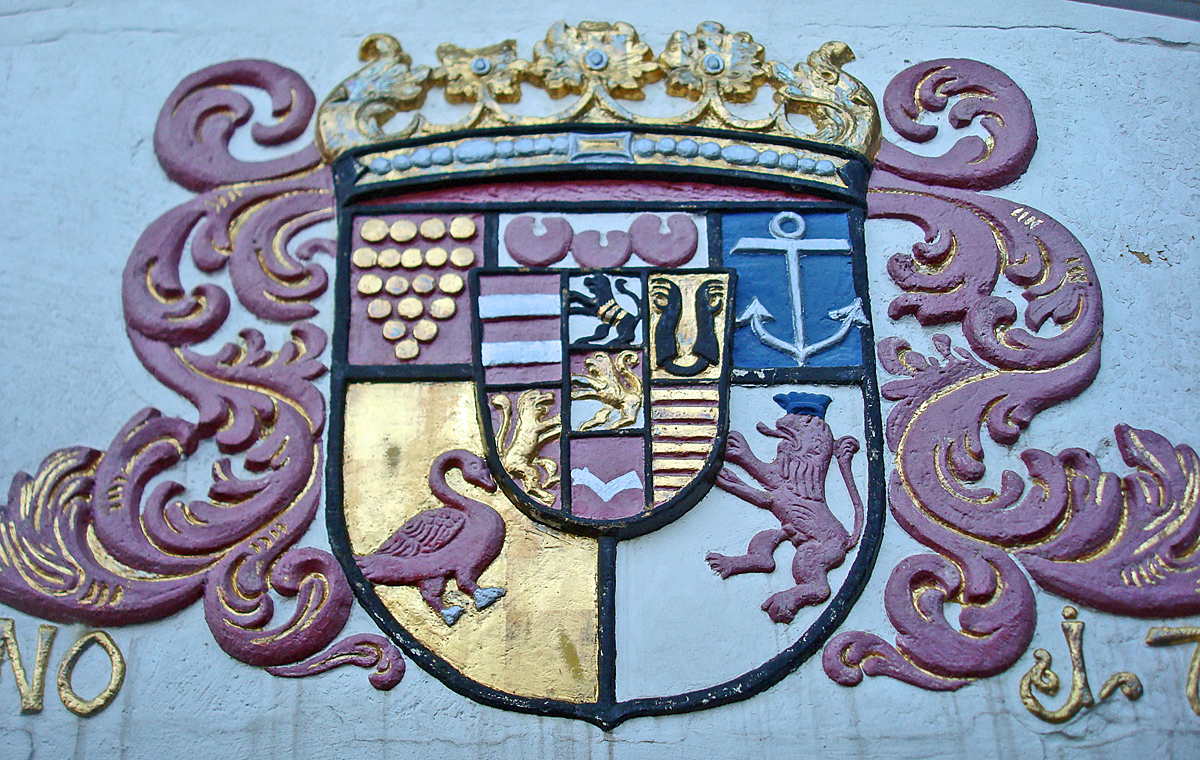
Das Wappen der früheren Reichsgrafen und Fürsten von Bentheim-Tecklenburg zu Rheda an der Neuen Mühle ist ein Gütersloher Baudenkmal.

- 1909–1967: Adolf Fürst zu Bentheim-Tecklenburg
- 1967–2014: Moritz-Casimir Prinz zu Bentheim-Tecklenburg
- Seit 2014: Maximilian Prinz zu Bentheim-Tecklenburg

## Liegenschaften (Auswahl)
- Schloss Rheda
- Fürstlicher Marstall Schloss Rheda
- Schlosspark Rheda
- Rötteken-Palais
- Haus Bosfeld
- Benediktinerinnenkloster Herzebrock
- Stift Clarholz
- Schloss Hohenlimburg
- Schlossgarten Hohenlimburg

## Film
- Dynastien in NRW – Die Fürsten zu Bentheim-Tecklenburg. WDR - Reportage von Jobst Knigge (45 Min.), Ausstrahlung 3. Januar 2010.[6]
- Der deutsche Adel – Von Fürsten, Schlössern und Manieren. ZDFzeit - Dokumentation © 2012.[7]